# Chandrasekhar-Kendall-Funktion
Die Chandrasekhar-Kendall-Funktionen sind im mathematischen Teilgebiet der Vektoranalysis spezielle quellenfreie Vektorfelder, welche Eigenfunktionen der Rotation sind. Historisch entstanden ist dieses Problem in der Elektrodynamik aus der Beschreibung eines kraftfreien Magnetfeldes, für welches die Quellenfreiheit aufgrund des Gauß-Gesetzes (zweite Maxwell-Gleichung) gilt. Benannt sind Chandrasekhar-Kendall-Funktionen nach Subrahmanyan Chandrasekhar und P. C. Kendall, welche diese unabhängig voneinander entdeckten, aber gemeinsam veröffentlichten.

## Definition
Ein Vektorfeld {\displaystyle \mathbf {A} \in {\mathfrak {X}}(\mathbb {R} ^{3})}, also eine glatte Funktion {\displaystyle \mathbf {A} \colon \mathbb {R} ^{3}\rightarrow \mathbb {R} ^{3}}, für welche:
{\displaystyle \nabla \cdot \mathbf {A} =\mathbf {0} }
{\displaystyle \nabla \times \mathbf {A} =\lambda \mathbf {A} }
mit einer Konstante {\displaystyle \lambda \in \mathbb {R} } ist eine Chandrasekhar-Kendall-Funktion.

## Eigenschaften
Alle drei Komponenten einer Chandrasekhar-Kendall-Funktion erfüllen die Helmholtz-Gleichung, da:
{\displaystyle \Delta \mathbf {A} =\nabla \underbrace {(\nabla \cdot \mathbf {A} )} _{=0}-\nabla \times (\nabla \times \mathbf {A} )=-\nabla \times (\nabla \times \mathbf {A} )=-\lambda \nabla \times \mathbf {A} =-\lambda ^{2}\mathbf {A} .}